# Eilema nigrocincta
Eilema nigrocincta är en fjärilsart som beskrevs av Adolph Speyer 1862. Eilema nigrocincta ingår i släktet Eilema och familjen björnspinnare. Inga underarter finns listade i Catalogue of Life.